# Potencia negrera
Los términos «Potencia negrera» (Slave Power) y «esclavocracia» (slaveocracy) fueron utilizados por los activistas contra la esclavitud en los EE. UU. durante las décadas de 1840 y 1850, refiriéndose al poder político desproporcionado que ostentaban los propietarios de esclavos dentro del gobierno federal. El argumento era que este pequeño grupo de ricos propietarios de esclavos se había hecho con el control político de sus propios estados y estaban tratando de apoderarse del gobierno federal en forma ilícita con el fin de ampliar y proteger la esclavitud. El argumento fue ampliamente utilizado por el Partido Republicano fundado en 1854-1855 para oponerse a la expansión de la esclavitud.
El principal significado expresado por la frase era la desconfianza en el poder político de la clase esclavista. Tal desconfianza era compartida por muchos que no eran abolicionistas; les preocupaba más motivados una posible amenaza para el equilibrio político o la imposibilidad de competir con la mano de obra esclava —no remunerada—, que el trato dado a los esclavos. Aunque podían diferir en muchos otros temas (como amar/odiar a los negros, la denuncia de la esclavitud como un pecado o la promesa de garantizar su protección en el Sur profundo) podían unirse para atacar la «esclavocracia» (slaveocracy). El Partido del Suelo Libre (Free Soil Party) postulaba y hacía hincapié en que los ricos propietarios de esclavos se mudarían a un nuevo territorio, usarían su dinero para comprar todas las tierras buenas, y a continuación, utilizarían sus esclavos para trabajar las tierras, dejando poco espacio a los agricultores libres. En 1854 el Partido del Suelo Libre se había fusionado en gran medida en el nuevo Partido Republicano
El término fue popularizado por los escritores antiesclavitud como John Gorham Palfrey, Josiah Quincy III, Horace Bushnell, James Shepherd Pike, y Horace Greeley. Los políticos que hicieron hincapié en el tema incluían a John Quincy Adams, Henry Wilson y William Pitt Fessenden. Abraham Lincoln utilizó el concepto después de 1854 pero no el término. Se mostraba a través de una combinación de argumento emotivo y duros datos estadísticos que el Sur había mantenido durante mucho tiempo un nivel desproporcionado de poder en los Estados Unidos. El historiador Allan Nevins sostenía que “casi todos los grupos... constantemente sustituyen la emoción a la razón... El miedo alimenta al odio, y el odio alimenta el miedo”.
La existencia de una «potencia negrera» fue rechazada por los sureños del momento, y considerada como falsa por muchos historiadores de las décadas de 1920 y 1930, que destacaron las divisiones internas en el Sur antes de 1850. La idea de que el «poder negrero» existía en parte, ha vuelto a estar en boca de los historiadores neoabolicionistas a partir de 1970; no cabe duda de que fue un factor poderoso en el sistema de creencias antiesclavista del Norte. Era una retórica estándar para todas las facciones del Partido Republicano.

## Antecedentes

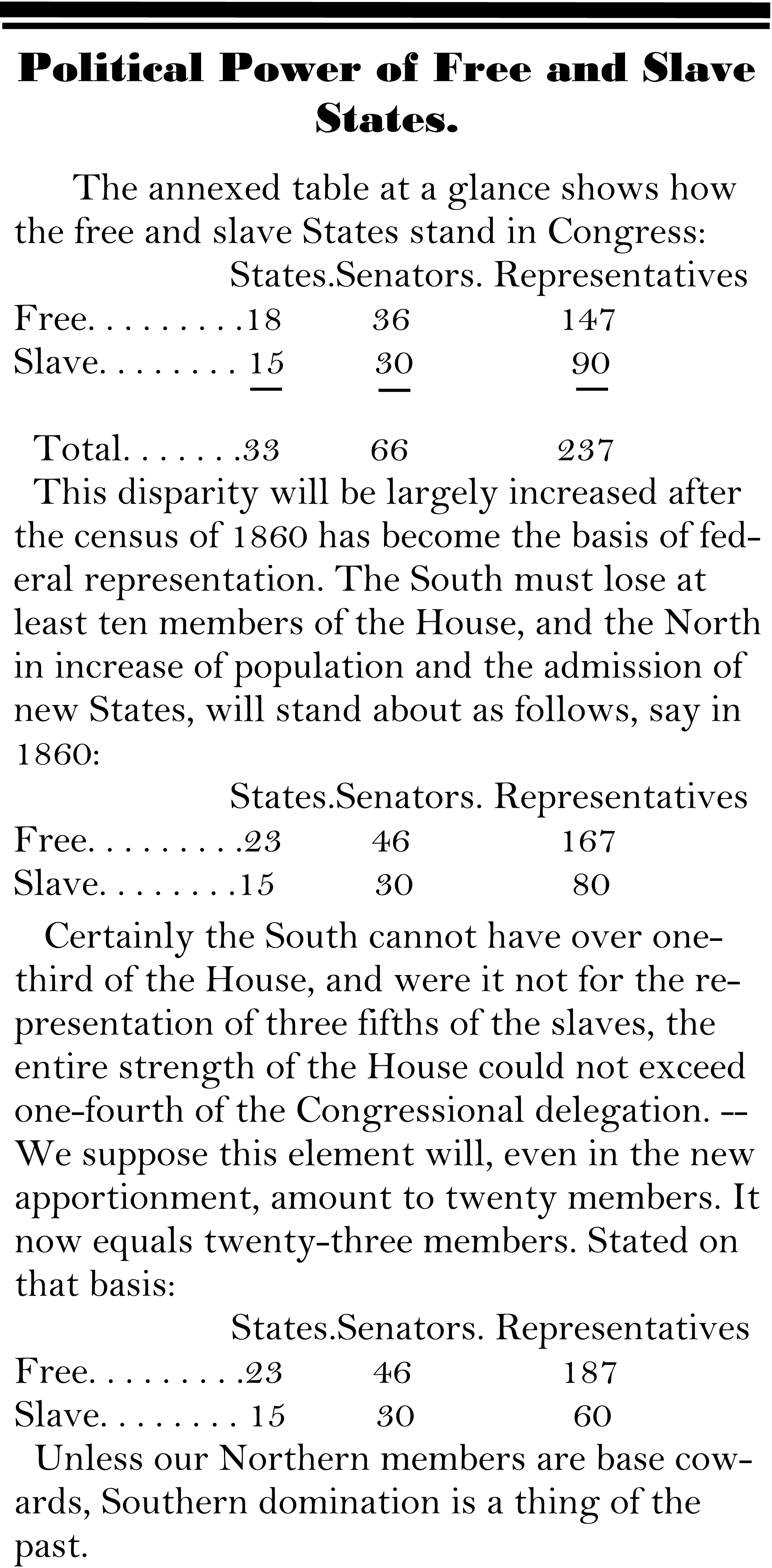
Massachusetts, republicano Wooster, 2 de febrero de 1859 (Reproducción)

El problema planteado por la esclavitud, de acuerdo con muchos políticos del Norte, no era tanto el maltrato de los esclavos (un tema que los abolicionistas enfatizaron), sino más bien la amenaza política para el republicanismo estadounidense, especialmente como lo entendían los estados libres del norte. El Partido del Suelo Libre planteó por primera vez esta advertencia en 1848, con el argumento de que la anexión de Texas como estado esclavista era un terrible error. La retórica de los Suelo libre fue tomada por el partido republicano, tal como surgió en el año 1854.
Los republicanos también argumentaban que la esclavitud era económicamente ineficiente, en comparación con el trabajo libre, y era un obstáculo para la modernización de América a largo plazo. Lo que es peor, decían los republicanos, el poder negrero, profundamente arraigado en el Sur, era confiscar sistemáticamente el control de la Casa Blanca, el Congreso y el Tribunal Supremo. El senador y gobernador Salmon P. Chase, de Ohio era un enemigo acérrimo del poder negrero, al igual que el senador Charles Sumner, de Massachusetts.

## Poder sudista
El poder sudista derivaba de una combinación de factores. La "cláusula de las tres quintas partes" (contando a 100 esclavos como 60 personas para escaños en la Cámara y por lo tanto para los votos electorales) dio la representación adicional del Sur a nivel nacional. La igualdad en el Senado era crítica, por lo que un nuevo estado de esclavos fue admitido en tándem con un nuevo estado libre. La unidad regional de todos los partidos era esencial en votaciones clave. En el partido demócrata, el candidato presidencial tenía que llevar a la convención nacional el voto de dos tercios para ser nominado. También era esencial para algunos norterños- "Cara de póker", para colaborar con el Sur, como en los debates en torno a la cláusula de tres quintos en sí en 1787, al Compromiso de Misuri de 1820, la ley mordaza en la Cámara (1836-1844), y el tema más amplio de la Enmienda Wilmot y la expansión esclavitud en el suroeste después de la guerra mexicana de 1846-48. Sin embargo, en el Norte estaba aumentando la población  -y por tanto los escaños en la Cámara- más rápidamente que en el Sur, era un hecho real. Con los implacables republicanos que ganaban todos los años, la opción de la secesión se hacía cada vez más atractiva para el Sur. La Secesión era suicida, como algunos líderes hicieron notar, y como John Quincy Adams habían largamente profetizado. La Secesión, argumentaba James Henry Hammond, de Carolina del Sur, le recordó a "los japoneses cuando rasgaban sus propias entrañas." Y sin embargo, cuando llegó la secesión en 1860 Hammond la siguió. El historiador Leonard Richards concluye: "Fueron los hombres como Hammond, que finalmente destruyeron el poder negrero. Gracias a llevar al sur fuera de la Unión, setenta y dos años de dominio esclavitsta llegó a su fin."

## Amenaza para el republicanismo
Desde el punto de vista de muchos norteños, el supuestamente definitivo Compromiso de 1850 fue seguido por una serie de maniobras (como la Ley de Kansas-Nebraska, el veredicto de Dred Scott, etc.) en la que el Norte renunció a ganancias previamente acordadas sin recibir nada a cambio, acompañado por las demandas del Sur cada vez más intensas y más extremas. Muchos norteños que no tenían ningún motivo especial de preocupación por los negros llegaron a la conclusión de que la esclavitud no era digna de ser preservada si su protección requería destruir o comprometer seriamente la democracia entre los blancos. Tales percepciones condujeron al movimiento anti-Nebraska de 1854 a 1855, seguido por el organizado Partido Republicano.

## Oponentes
El historiador Frederick J. Blue (2006) explora los motivos y las acciones de los que jugaron un papel de apoyo, pero no una política central en contra de la esclavitud, los que emprendieron la labor rutinaria de la organización de partidos locales, la celebración de convenciones, la edición de periódicos, y en general la animación y agitando la discusión de cuestiones relacionadas con la esclavitud. Eran un número pequeño pero crítico de voces que, a partir de finales de 1830, se enfrentaron a la institución de la esclavitud a través del activismo político.  Ante las grandes adversidades y la poderosa oposición, los activistas insistieron en que la emancipación y la igualdad racial sólo podía lograrse a través del proceso político. Activistas representativos fueron, entre otros: Alvan Stewart, un organizador del partido liberal de Nueva York; John Greenleaf Whittier, poeta de Massachusetts, periodista y activista liberal; Charles Henry Langston, un educador afroamericano de Ohio; Owen Lovejoy, un congresista de Illinois, cuyo hermano fue asesinado por una turba en favor de la esclavitud; Sherman Booth, periodista y organizador liberal de Wisconsin; Jane Grey Swisshelm, periodista en Pensilvania y Minnesota; George W. Julian, congresista de Indiana; David Wilmot, congresista de Pensilvania cuya Enmienda Wilmot trató de detener la expansión de la esclavitud en el suroeste; Benjamin Wade y Edward Wade, senador y diputado, respectivamente, de Ohio; y Jessie Benton Frémont de Misuri y California, esposa del candidato presidencial republicano 1856 John C. Frémont.

## Impacto de los Demócratas del Suelo Libre
Los demócratas que se unieron al partido del suelo libre de Martin Van Buren en 1848 han sido estudiados por Earle (2003). Sus puntos de vista sobre la raza ocuparon un amplio espectro, y fueron capaces de dar forma a nuevos y vitales argumentos contra la esclavitud y su expansión basados en el compromiso de larga duración de la democracia jacksoniana al igualitarismo y la hostilidad hacia el poder centralizado. La vinculación de su postura antiesclavista a un programa de reforma agraria que presionaba por la tierra libre para los colonos pobres -realizada por la Ley de Hogares de 1862-  además de la tierra libre de la esclavitud, los demócratas del suelo libre obligaron a una gran realineción política en Nueva York, Nueva Hampshire, Massachusetts y Ohio. Políticos demócratas como Wilmot, Marcus Morton, John Parker Hale, e incluso expresidente Van Buren se transformaron en líderes del movimiento contra la esclavitud. Muchos entraron en el nuevo partido republicano después de 1854, trayendo consigo las ideas jacksonianas sobre la propiedad y la igualdad política, ayudando a transformar la cruzada antiesclavista en un movimiento político de masas que llegó al poder en 1860.

## La Cámara dividida

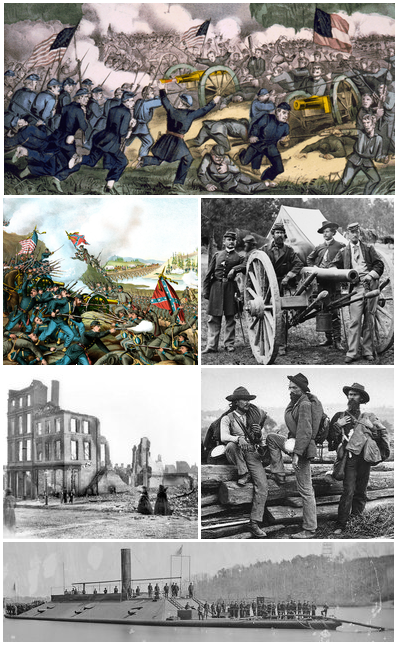
Una colección de imágenes y fotografías relacionadas con la guerra civil estadounidense.

En su célebre discurso sobre la "Cámara dividida" en junio de 1858, Abraham Lincoln denunció que el senador Stephen A. Douglas, el presidente James Buchanan, su predecesor, Franklin Pierce, y el presidente de la Corte Suprema Roger B. Taney, eran parte de un plan para nacionalizar la esclavitud, como supuestamente probada por el veredicto Dred Scott del Tribunal Supremo de 1857.
Otros republicanos señalaron la violencia en Kansas, el brutal asalto al senador Sumner, los ataques contra la prensa abolicionista, y los esfuerzos para hacerse con Cuba (Manifiesto de Ostende) como prueba de que la potencia negrera era violenta, agresiva y expansiva. La única solución, insistían los republicanos, era un nuevo compromiso con el trabajo libre, y un esfuerzo deliberado para detener cualquier ulterior expansión territorial de la esclavitud. Los demócratas del Norte respondieron que todo era una exageración y que los republicanos eran unos paranoicos. Sus colegas del Sur, hablaron de secesión, con el argumento de que la incursión de John Brown de 1859 demostró que los republicanos estaban listos para atacar a su región y destruir su modo de vida.
Al felicitar al presidente electo Lincoln en 1860, Salmon P. Chase exclamó: "El objeto de mis deseos y trabajos durante diecinueve años se lleva a cabo en el derrocamiento del poder negrero", y agregó que el camino estaba despejado "para el establecimiento de la política de libertad" que llegaría sólo después de cuatro años destructivos de guerra civil.

### Culto a la vida doméstica
Jessie Fremont, la esposa del primer candidato presidencial republicano, escribió poesía para la campaña de las elecciones de 1856. Grants dice que sus poemas unen el culto del periodo a la vida doméstica a la ideología emergente del nuevo partido. Sus poemas sugerían que los norteños que conciliaban el poder negrero iban extendiendo su propia esterilidad, mientras que los hombres viriles que votaban a los republicanos estaban reproduciendo, a través de su propia redención, un futuro Oeste libre.  El código de la vida doméstica, según Grant, esto ayudó a estos poemas a definir la acción política colectiva como la construcción de los puntos fuertes de trabajo libre.

### Centralizaciónn
El historiador Henry Brooks Adams (nieto del teórico de la "Potencia negrera" John Quincy Adams) explicaba que la potencia negrera era una fuerza para la centralización:
Entre la potencia negrera y los derechos del estado "no había conexión alguna necesariamente. El poder negrero, cuando se encontraba en el puesto de control, era una influencia centralizadora, y todas las intrusiones más considerables sobre los derechos de los estados eran sus actos. La adquisición y la admisión de Luisiana; el embargo; la guerra de 1812; la anexión de Texas "por resolución conjunta" [en lugar de tratado]; la guerra con México, declarado por el mero anuncio del presidente Polk; la Ley del Esclavo Fugitivo; el veredicto de Dred Scott – todos triunfos de la potencia negrera - hizo mucho más que cualquiera de los aranceles o las mejoras internas, que en su origen eran también medidas sureñas, para destruir el recuerdo de derechos de los estados, tal como existían en 1789. Cada vez que se planteaba la cuestión de la ampliación o la protección de la esclavitud, los dueños de esclavos se hicieron amigos del poder centralizado, y usaron esa peligrosa arma con una especie de frenesí. La esclavitud de hecho requería centralización con el fin de mantener y protegerse a sí misma, pero requería también controlar la máquina centralizada; necesitaba de principios despóticos de gobierno, pero los necesitaba exclusivamente para su propio uso. Así, en realidad, los derechos de los estados eran la protección de los estados libres, y como cuestión de hecho, durante la dominación de la potencia negrera, Massachusetts hizo un llamamiento a la protección de este principio tan a menudo y casi tan fuerte como Carolina del Sur.

## Otras lecturas
- Ashworth, John. "Free Labor, Wage Labor, and Slave Power: Republicanism and the Republican Party in the 1850s," in The Market Revolution in America: Social, Political and Religious Expressions, 1800–1880, edited by S. M. Stokes and S. Conway (1996), 128–46.
- Blue, Frederick J. No Taint Of Compromise: Crusaders in Antislavery Politics (2004)
- Boucher, Chauncey S. "In Re That Aggressive Slavocracy," Mississippi Valley Historical Review, 8#1 (June–September, 1921), pp. 13–79 in JSTOR; says slave owners were not united
- Brooks, Corey M. Liberty Power: Antislavery Third Parties and the Transformation of American Politics (University of Chicago Press, 2016). 302 pp.
- Craven, Avery. "Coming of the War Between the States: An Interpretation," Journal of Southern History, Vol. 2, No. 3 (1936), pp. 303–322; pro-South; rejects notion of Slave Power in JSTOR
- Davis, David Brion. The Slave Power Conspiracy and the Paranoid Style (1969)
- Earle, Jonathan.  Jacksonian Antislavery and the Politics of Free Soil, 1824–1854 (2004)
- Foner, Eric. Free Soil, Free Labor, Free Men: The Ideology of the Republican Party Before the Civil War (1970)], esp pp. 73–102 online
- Gara, Larry. "Slavery and the Slave Power: A Crucial Distinction" Civil War History v15 (1969), pp. 5–18
- Gerteis, Louis S. "The Slave Power and its Enemies," Reviews in American History, Sept 1988, 16#3 pp. 390–395
- Gienapp, William E. "The Republican Party and the Slave Power," in Robert H. Abzug and Stephen E. Maizlish, eds., New Perspectives on Race and Slavery in America (1986), pp. 51–78
- Landis, Michael Todd. "'A Champion Had Come': William Pitt Fessenden and the Republican Party, 1854–60," American Nineteenth Century History, Sept 2008, 9#3 pp. 269–285
- McInerney, Daniel J. "'A State of Commerce': Market Power and Slave Power in Abolitionist Political Economy," Civil War History 1991 37(2): 101–119.
- Richards, Leonard L. Slave Power: The Free North and Southern Domination, 1780–1860 (2000)
- Tewell, Jeremy J. A Self-Evident Lie: Southern Slavery and the Threat to American Freedom (Kent State University Press; 2012) 160 pages